# Великий день
«Великий день» (англ. Great Day) — американський фільм режисера Гаррі Бомонта 1930 року.

## У ролях
- Джоан Кроуфорд
- Джонні Мак Браун
- Джон Мільян
- Аніта Пейдж
- Марджорі Рембо
- Джон Чарльз Томас — ведучий